# Shaq Mason
Shaquille Olajuwon Mason (Columbia, Tennessee, 28 de agosto de 1993) más conocido como Shaq Mason, es un jugador profesional estadounidense de fútbol americano que se desempeña en la posición de lineman en Houston Texans, equipo de la National Football League (NFL).

## Carrera
Fue seleccionado en la cuarta ronda en la Reunión Anual de Selección de Jugadores de la NFL de 2015. Hizo su debut profesional con el equipo New England Patriots, en el cual jugó siete temporadas (2015-2022), después pasó a Tampa Bay Buccaneers (2022-2023), luego a Houston Texans, donde lleva jugando una temporada.